# Орден Милоша Великого
Орден Милоша Великого (серб. Орден Милоша Великог) — государственная награда Королевства Сербия. Не вручается с 1903 г., после свержения династии Обреновичей, поскольку был назван в честь основателя данной династии.

## История
Орден Милоша Великого был учрежден 11 декабря 1898 года королём Александром I Обреновичем в память 40-летия провозглашения Милоша Обреновича князем Сербии.
Орден предназначался для награждения за заслуги перед династией Обреновичей сербских и иностранных подданных, военнослужащих и гражданских лиц.
Орден был упразднен в 1903 году, после переворота.

## Степени
Орден имел четыре класса: 
- Кавалер Большого креста
- Гранд-офицер
- Командор
- Офицер

## Знаки ордена
Знак ордена — овальный золотой медальон с эмалевым портретом Милоша Великого в центре и широкой каймой синей эмали с серебряным растительным узором. Ниже портрета изображение ленты белой эмали с надписью: «ЦВЕТИ — 1815». Внизу, но выше ленты, портрет обременён сербским двухголовым орлом с гербовым щитком красной эмали на груди. Выше портрета монограмма «М». Венчает медальон княжеская корона.
Реверс знака — рельефное композиционное изображение: внизу картуш с годом учреждения ордена «1898», выше коронованная монограмма «М» в окружении ветвей дуба и лавра, выше — штандарт с крестом, над которым восходит солнце, выше по окружности надпись: «МИЛОШ ВЕЛИКИ».
Звезда ордена серебряная двенадцатиконечная, лучи которой попеременно формируются шариками или прямыми двугранными лучиками. В центре звезды знак ордена.
Лента ордена синего цвета.